# Comuna Colosova, Stînga Nistrului
Comuna Colosova este o comună din Unitățile Administrativ-Teritoriale din Stînga Nistrului, Republica Moldova. Este formată din satele Colosova (sat-reședință), Crasnaia Besarabia și Pobeda.
Conform recensământului din anul 2004, populația localității era de 887 locuitori, dintre care 204 (22.99%) moldoveni (români), 415 (46.78%) ucraineni si 162 (18.26%) ruși.